# Lepidiota tonkinensis
Lepidiota tonkinensis är en skalbaggsart som beskrevs av Moser 1908. Lepidiota tonkinensis ingår i släktet Lepidiota och familjen Melolonthidae. Inga underarter finns listade i Catalogue of Life.